# Leucoptera astragali
Leucoptera astragali é uma espécie de insetos lepidópteros, mais especificamente de traças, pertencente à família Lyonetiidae.
A autoridade científica da espécie é Mey & Corley, tendo sido descrita no ano de 1999.
Trata-se de uma espécie presente no território português.